# نوفاتوس ديسماس
نوفاتوس ديسماس ميروشي (من مواليد 2 سبتمبر 2002) هو لاعب كرة قدم تنزاني محترف يلعب كلاعب خط وسط لفريق شاختار دونيتسك الأوكراني والمنتخب التنزاني.

## مسيرته مع الأندية
في صيف 2022، وقع ميروشي عقدًا لمدة ثلاث سنوات مع زولته فارجيم البلجيكي. 

## مسيرته الدولية
ظهر ميروشي لأول مرة دوليًا مع منتخب تنزانيا تحت 20 عامًا في 16 فبراير 2021 بعد الهزيمة 4-0 أمام غانا في كأس الأمم الإفريقية تحت 20 سنة 2021 . في 19 فبراير، سجل هدفه الأول لتنزانيا ضد غامبيا في التعادل 1-1.
في 2 سبتمبر 2021، ظهر ميروشي لأول مرة مع الفريق الأول بالتعادل 1–1 أمام جمهورية الكونغو الديمقراطية في تصفيات كأس العالم 2022 .  في 7 سبتمبر، سجل أول هدف له مع الفريق الأول في الفوز 3–2 على مدغشقر . 